# لويزا هوتون
لويزا هوتون (بالإنجليزية: Louisa Hutton)‏ هي مهندسة معمارية بريطانية، ولدت في 1957 في نورتش في المملكة المتحدة.

## وصلات خارجية
- لويزا هوتون على موقع مونزينجر (الألمانية)